# 흐엉란
흐엉란(Hương Lan, 1956년 5월 9일 ~ )은 베트남의 가수이다.